# ケカモノハシ
ケカモノハシ(毛鴨嘴) Ischaemum anthephoroides (Steud.) Miq. はイネ科の植物の1つ。同属の植物であるカモノハシに似るが全体に毛が多く、砂浜に生える。

## 特徴
束になって生える多年生の草本。茎は基部が斜めに伸び、それより上はまっすぐに立ち、高さ30-80cmになる。茎は無毛か、時には先端近くで短い毛が出る。節の部分には銀白色の柔らかい毛が密生している。葉は扁平で長さが7-20cm、幅が8-12mm、普通は表裏の両面共に葉面に伏せた毛が密生しており、これは葉鞘まで続いている。葉舌は高さ1mmほど。
開花期は7-10月。花序は直立する棒状のものだが、実際にはこれは小穂をつける花軸(総)が2本からなり、小穂のついていない花軸側の面が平らになっており、この面で2本の花軸が密着するように接していることから外見上は1つの棒に見えている、というものである。小穂はこの花軸の外側の面に張り付くように密着しており、その表面には長い毛が生えている。小穂は柄の先につく第1小穂とその柄の基部から出て自身はごく短い柄を持つ第2小穂が1つのセットになっている。柄の先に付く第1小穂は雄性で1つの小穂に2個の雄小花が含まれる。その基部にある短い柄を持つ第2小穂はやはり2個の小花を含み、1つは雄性、もう1つは両性である。この小穂は長さが8-10mm、第1包頴は革質で小穂とほぼ同じ長さで、おおむね小穂全体を包む。その背側の面の両端には竜骨があり、更にその竜骨の上には広い翼が出る。第2包頴は第1包頴とほぼ同じ大きさながら質は薄く、背面は丸くなって両端に竜骨があったりはしない。雄性の第1小花の護頴は長さ7-9mmで透明で脈がない。両性の第2小花の護頴は先端が深く切れ込み、その底にある先端からは長い芒が出ており、芒は小穂から外に突き出している。第1小穂も頴の構成は第2小穂にほぼ近いが、第2小花の護頴には芒がない。つまり第2小穂の第2小花の護頴のみが長い芒を持っている。葯は長さ4-5mm。
和名は毛鴨の嘴の意味で、同属のカモノハシと同様、2つが重なって1つの花穂を作るのをカモの嘴に見立て、更に本種は毛が多いことによる。別名にヒザオリシバがあり、これは茎の基部が膝折れに曲がっていることによる。

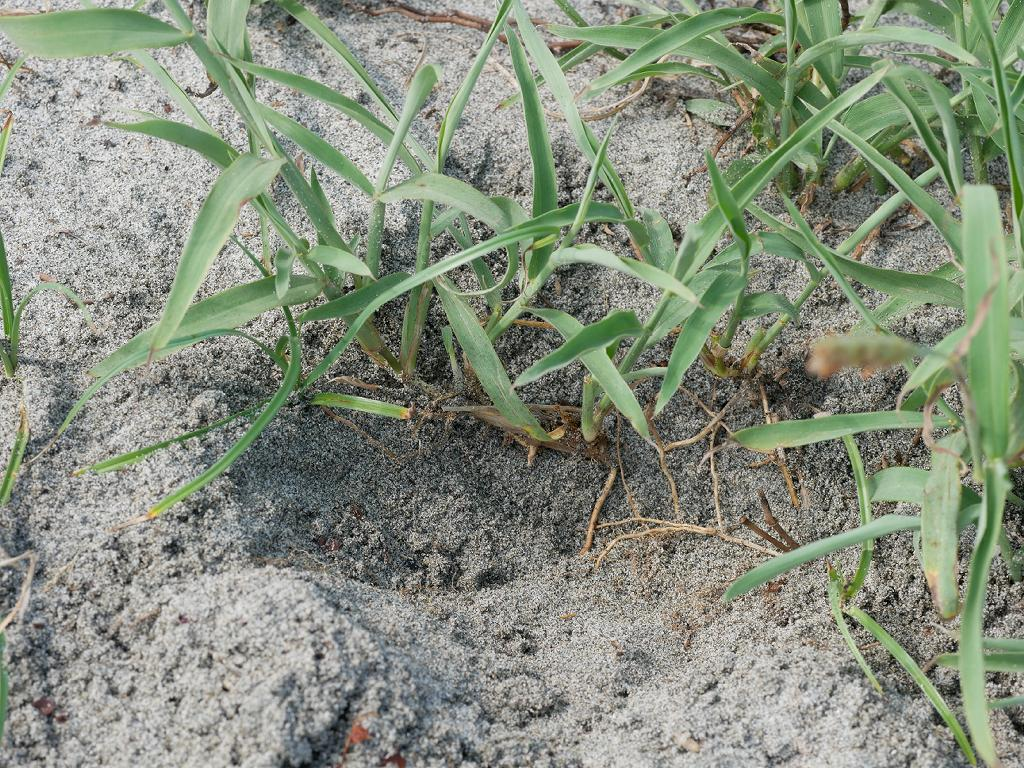
砂を掘り返して埋まった株元を示す
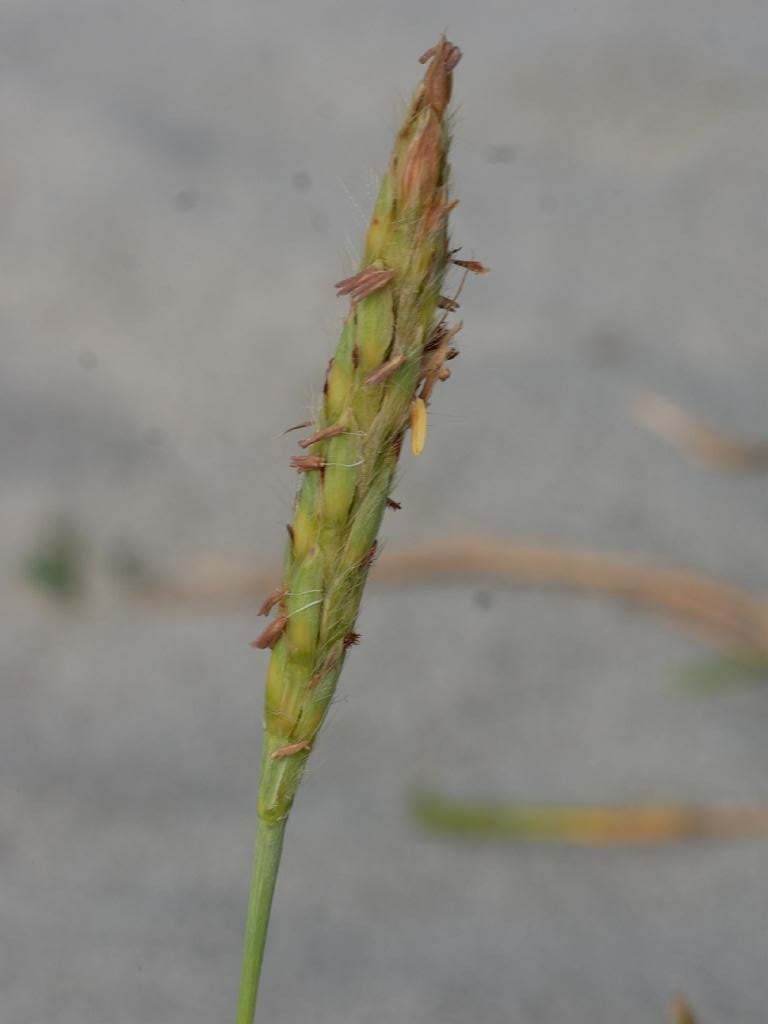
雄花が開花中の花穂
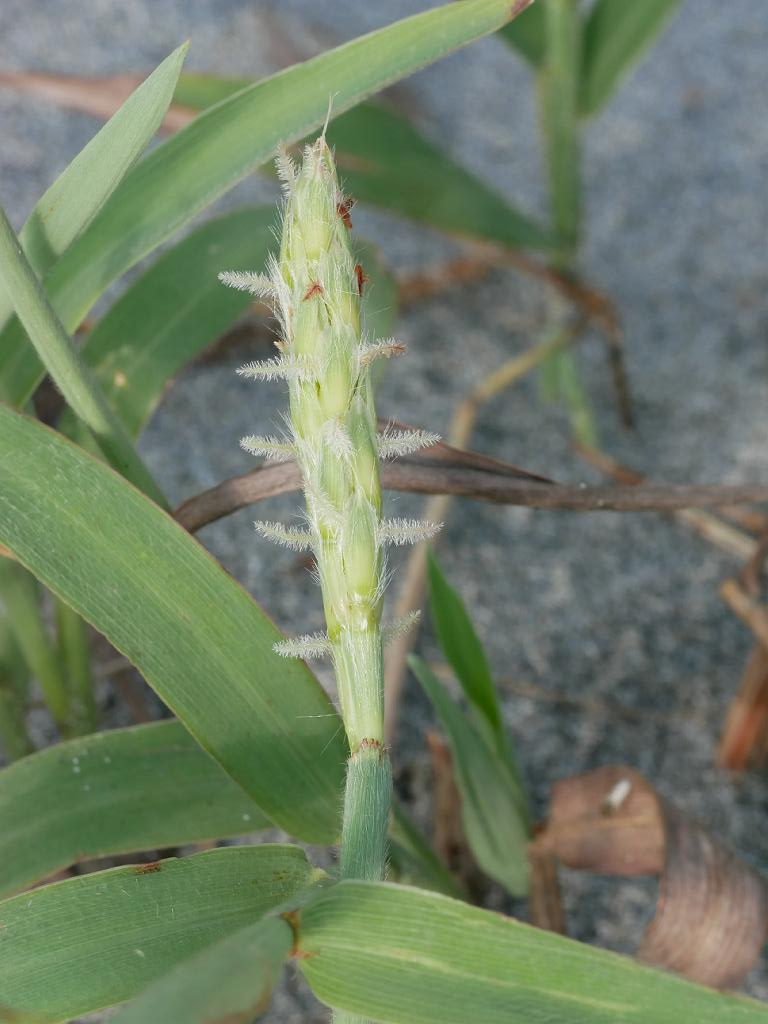
雌花が開花中のもの
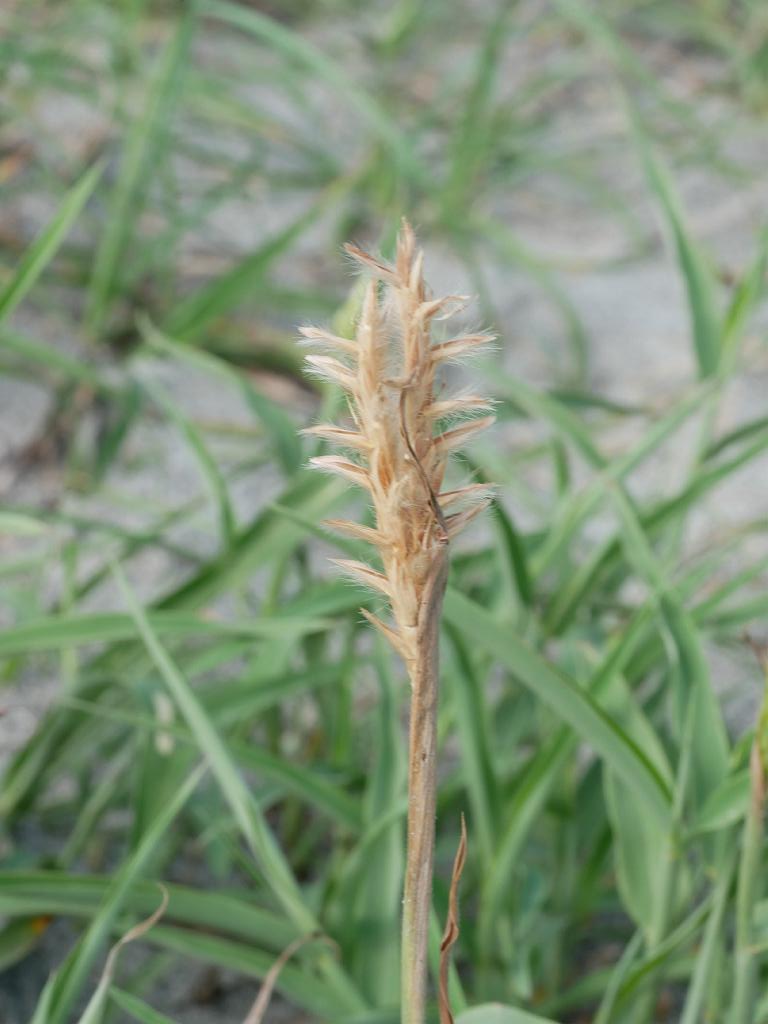
枯れた花穂 2本一束であること、反り返った小穂などが見える。

## 分布と生育環境

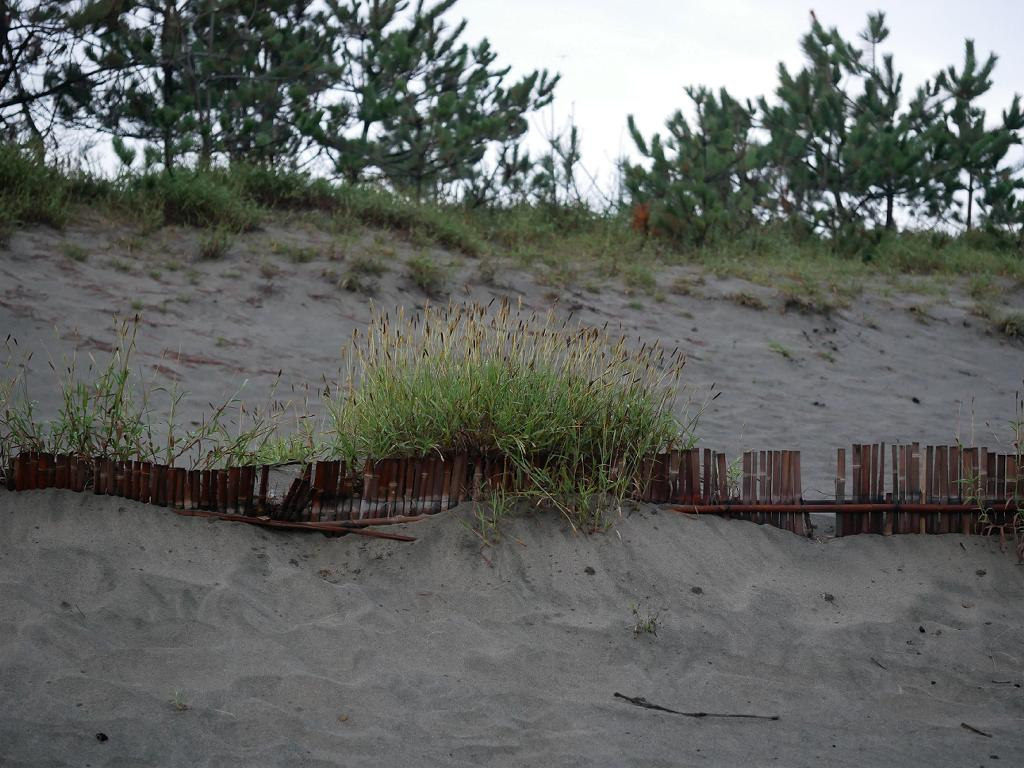
砂丘の砂止めの柵に出来た集団

日本では北海道から九州まで見られ、国外では朝鮮半島と中国に分布がある。北海道では岩内郡岩内町を北限とし、九州では屋久島、種子島が南限である。
砂丘や、まれには海岸の崖地に出現することもある。中部地方より西の地域の砂丘ではコウボウムギ群落に続いてより内陸側に本種が優先した群落が成立する。高く盛り上がった砂丘でも幅広く群落を発達させる。分散は小穂ごと風に飛ばされることによって行われるが、海水中でも数日間は浮くことが出来るので短期間であれば海流による分散も可能である。

## 類似種など
本種の所属するカモノハシ属のものは外見がイネ科の中でも独特で、その棒状に見える穂、触ってみると真っ二つに分かれることなどで日本では似たものがなく、容易に見分けが付く。小穂の様子などが似たものにアイアシやウシノシッペイの類があるが、いずれももっと細長い穂をつける。
同属のものとしてはほぼ分布域が重なるのがカモノハシ I. aristatum var. glaucum である。本州から九州に分布し、外見的にも似ている。生育環境も海岸近くの湿った場所に多いが砂浜に出ることもある。ただし本種の方が毛が多い点で見分けが付く。カモノハシは無毛なのが普通であるが、多少の毛が出る型があり、また本種にも毛の少ないものがあるが、その場合でも茎の基部の節の部分に本種では密生した毛が出るので、これを確認すれば区別は付く。遠目にはカモノハシの方が細身で痩せている感じに見える。より細部について見ると、小穂では本種では第2小穂の第2小花の護頴に長い芒があり、小穂から長く突き出すのに対してカモノハシでは目立つ芒が全くない。ただしこの種の基本変種であるタイワンカモノハシ var. aristatum は芒があり、この変種は紀伊半島以南、琉球列島に分布する。
なおヤエヤマカモノハシ I. muticum が沖縄県以南で海岸の砂地に出現する。